# Glenn Magnusson
Glenn Magnusson (Oskarshamn, 5 de julio de 1969) es un exciclista sueco. Profesional de 1996 a 2001, ganó tres etapas del Giro de Italia con el equipo Amore & Vita (1996, 1997 y 1998). Tras estos éxitos fichó por la formación US Postal, después corrió para el conjunto Farm Frites, con el cual participó en su único Tour de Francia. Glenn participó también en tres Juegos Olímpicos (1992, 1996, 2000).

## Palmarés
1993
- 1 etapa de la Vuelta a Suecia

1995
- Campeonato de Suecia en Ruta

1996
- 1 etapa del Giro de Italia
- 1 etapa del Tour de l'Ain

1997
- 1 etapa del Giro de Italia
- 1 etapa de la Vuelta a Suecia
- Tour de Normandía, más 1 etapa
- 2º en el Campeonato de Suecia en Ruta

1998
- 1 etapa del Giro de Italia
- Tour del Lago Léman
- 1 etapa de la Vuelta a la Baja Sajonia
- Giro di Puglia, más 1 etapa
- 3º en el Campeonato de Suecia Contrarreloj

## Resultados en las grandes vueltas
| Carrera         | 1996 | 1997 | 1998 | 1999 | 2000 | 2001 |
| --------------- | ---- | ---- | ---- | ---- | ---- | ---- |
| Giro de Italia  | Ab.  | 85.º | Ab.  | -    | -    | -    |
| Tour de Francia | -    | -    | -    | -    | 91.º | -    |
| Vuelta a España | -    | -    | -    | 91.º | Ab.  | Ab.  |
| Mundial en Ruta | -    | 9º   | -    | 33º  | -    | -    |